# Buridrillia deroyorum
Buridrillia deroyorum é uma espécie de gastrópode do gênero Buridrillia, pertencente a família Pseudomelatomidae.